# Corrobert
Corrobert je francouzská obec v departementu Marne v regionu Grand Est. Žije zde 208 obyvatel.

## Poloha obce
Leží u hranic departementu Marne a departementem Aisne, tedy i u hranic regionu Hauts-de-France s regionem Grand Est.

### Sousední obce
| Růžice kompasu | Pargny-la-Dhuys (Aisne)        | Verdon    |             | Růžice kompasu |
| Růžice kompasu | Dhuys et Morin-en-Brie (Aisne) | Sever     | Margny      | Růžice kompasu |
| Růžice kompasu | Dhuys et Morin-en-Brie (Aisne) | Corrobert | Margny      | Růžice kompasu |
| Růžice kompasu | Dhuys et Morin-en-Brie (Aisne) | Jih       | Margny      | Růžice kompasu |
| Růžice kompasu | Montmirail                     |           | Janvilliers | Růžice kompasu |

## Vývoj počtu obyvatel
Počet obyvatel